# Anticontinuismo
La anticontinuismo, antirreeleccionismo o antiincumbencia es un sentimiento o ideología que propugna la expulsión o no reelección de los políticos que buscan continuar en el poder o bien que el partido o coalición en el gobierno sea desplazado por otro. A veces se le conoce como un sentimiento de «echar los vagabundos». Los períodos de sentimiento anticontinuista se caracterizan generalmente por olas o mareas electorales. Este sentimiento también puede conducir al apoyo de la limitación de mandatos. 
En un sistema bipartidista, los votantes anticontinuistas solo tienen un partido que votar, cuando lo hacen en contra del funcionario en el cargo; en un sistema multipartidista, el estado de ánimo público, es decir, la tendencia de las opiniones mantenidas por los votantes sobre un conjunto de cuestiones de política relacionadas, puede determinar qué partidos reciben el voto anticontinuista.

## Causas
Cuando los votantes perciben los tiempos como malos, esto puede causar un sentimiento anticontinuista. Sin embargo, esto está sujeto a sesgos. Las percepciones de si, por ejemplo, las condiciones económicas han empeorado durante el mandato de un político están influenciadas por prejuicios partidistas, por ejemplo. En los Estados Unidos, la dependencia de los medios partidistas, en oposición a los medios convencionales, está asociada con actitudes anticontinuistas hacia el Congreso. Las elecciones de las nuevas democracias, como las de Europa central y oriental, y en América Latina y Asia, a menudo se caracterizan por la lucha contra la continuidad en el poder.

## Casos

### Bulgaria
En Bulgaria, prácticamente todos los gobiernos han sido destituidos del poder después de un período legislativo.

### Bután
Las elecciones de Bután de 2018 tuvieron un resultado anticontinuista.

### India
India tiene la tasa más alta de anticontinuismo en el mundo, con los titulares del partido gobernante que solo tienen una oportunidad de cincuenta y cincuenta para regresar al parlamento. Por ejemplo, desde 1985, el electorado en Assam, India, ha oscilado entre votar al Asom Gana Parishad y el Congreso Nacional Indio al poder. En Karnataka, la última vez que el gobierno gobernante fue reelegido fue en las elecciones indias de 1985. La participación electoral no parece estar correlacionada con el desempeño electoral de los titulares en cargos públicos.
En 2018, el período de anticontinuismo de la India estuvo acompañado de angustia rural aguda, múltiples agitaciones de los agricultores y un grave desempleo.

### México
En las elecciones gubernativas mexicanas de 2010, los titulares del Partido Revolucionario Institucional, el Partido de Acción Nacional y el Partido de la Revolución Democrática fueron rechazados.

### Estados Unidos
Las eras de sentimiento anticontinuista incluyeron la Edad Dorada, en la cual el partido mayoritario en la Cámara de Representantes de los Estados Unidos cambió seis veces en las 15 elecciones al Congreso entre 1870 y 1900, con tres de esos cambios que implicaron pérdidas de más de 70 escaños por el partido mayoritario. David M. Kennedy señala: "Generaciones de académicos estadounidenses han luchado por encontrar una narrativa coherente o identificar líderes heroicos en la escena política desordenada e inconclusa de esa época".
Las elecciones de 1992 en los Estados Unidos también se caracterizaron por un sentimiento anticontinuista, como una recesión obstinada y un desempleo persistentemente elevado que alimentó la insatisfacción de los votantes. Una encuesta de 2013 descubrió que el 60% de los estadounidenses votaría para "derrotar y reemplazar a todos los miembros del Congreso, incluido [su] propio representante" si esa opción estuviera disponible.
El concepto de anticontinuismo, al menos con respecto a las elecciones estadounidenses, es controvertido, ya que con mayor frecuencia los votantes castigarán a un solo partido. Tres organizaciones que apoyaron la votación de los titulares fueron: echar a los sinvergüenzas hipócritas, votar a los titulares de la democracia y la corrupción en la tenencia.

## Crítica
Una desventaja percibida de la lucha contra la continuidad de políticos o partidos en el poder, con respecto a las elecciones judiciales, es que los buenos abogados no querrán aceptar lo que consideran una magistratura de puertas giratorias. Otra crítica es que hace que los partidos políticos se centren en políticas de un solo plazo en lugar de en el desarrollo a largo plazo.